# Kanton Le Puy-en-Velay-Ouest
Der Kanton Le Puy-en-Velay-Ouest war von 1973 bis 2015 ein französischer Wahlkreis im Arrondissement Le Puy-en-Velay, im Département Haute-Loire und in der Region Auvergne; sein Hauptort war Le Puy-en-Velay. Vertreter im Conseil General für die Jahre 2004 bis 2009 war Jacques Volle (UMP). Ihm folgte Christiane Mosnier (ebenfalls UMP) nach.
Der Kanton umfasste zwei Gemeinden und einen Teil der Stadt Le Puy-en-Velay. 

## Gemeinden
| Gemeinde            | Einwohner Jahr | Fläche km² | Bevölkerungsdichte | Code INSEE | Postleitzahl |
| ------------------- | -------------- | ---------- | ------------------ | ---------- | ------------ |
| Ceyssac             | 404 (2013)     | 10,86      | 37 Einw./km²       | 43045      | 43000        |
| Espaly-Saint-Marcel | 3568 (2013)    | 6,29       | 567 Einw./km²      | 43089      | 43000        |
| Le Puy-en-Velay     | 18.619 (2013)  | –          | – Einw./km²        | 43157      | 43000        |

## Bevölkerungsentwicklung
| 1990 | 1999 | 2006 | 2011 |
| ---- | ---- | ---- | ---- |
| 8119 | 7759 | 7356 | 7091 |